# Corina Gredig
Corina Gredig (Zurigo, 8 settembre 1987) è una politica svizzera del Partito Verde Liberale (PVL). Dal 2019 è membro del Consiglio nazionale per il Canton Zurigo.

## Biografia
Da settembre 2017 a aprile 2019 ha fatto parte del consiglio comunale di Zurigo. Da maggio 2019 a novembre 2019 è stata membro del Gran Consiglio del Canton Zurigo per il Partito Verde Liberale.
Presentatasi alle elezioni federali del 2019, venne eletta Consigliera nazionale per il Canton Zurigo con 60 493 voti, ventinovesima tra i candidati eletti più votati del cantone. Alle elezioni federali del 2023 venne confermata risultando la trentesima più votata con 58 579 preferenze.
Dal 2018 al 2024 fu co-presidente della sezione cantonale zurighese del PVL, mentre dal 2019 fa parte del consiglio direttivo del partito. Dal 2023 è presidente del Gruppo Verde Liberale all'Assemblea Federale.